# Irena Tokarz
Irena Tokarz (2 de febrero de 1975) es una deportista polaca que compitió en judo. Ganó una medalla de bronce en el Campeonato Europeo de Judo de 1997 en la categoría de –61 kg.

## Palmarés internacional
| Campeonato Europeo | Campeonato Europeo | Campeonato Europeo | Campeonato Europeo |
| Año                | Lugar              | Medalla            | Categoría          |
| ------------------ | ------------------ | ------------------ | ------------------ |
| 1997               | Ostende (Bélgica)  | Medalla de bronce  | –61 kg             |